# Onthophagus anewtoni
Onthophagus anewtoni là một loài bọ cánh cứng trong họ Bọ hung (Scarabaeidae).